# Koniunktura
Koniunktura (łac. coniunctura) – splot okoliczności wywierający znaczny, głównie pozytywny, wpływ na warunki ekonomiczne. 
Pojęcie oznacza stan aktywności gospodarczej charakteryzowany poprzez zmienne w czasie wskaźniki gospodarcze, takie jak: 
- PKB,
- ceny,
- płace,
- zatrudnienie.

Może dotyczyć stanu gospodarki kraju lub konkretnego rynku towarowego. W przypadku giełdy dobra koniunktura polega na ogólnym wzroście wartości akcji.
Koniunktura gospodarcza dotyczy zjawisk mających znaczący wpływ na położenie, sytuację oraz ogólny stan gospodarki regionu, kraju bądź świata. Do zjawisk tych należą np.: ruch cen, sprzedaży, produkcji, zatrudnienia itp. Dobra koniunktura oznacza zmiany strukturalne, rozwój gospodarczy oraz równowagę ekonomiczną, natomiast zła koniunktura – spadek bądź zastój produkcji, cen, dochodu narodowego czy wymiany towarowej oraz zachwianą równowagę ogólną.